# Chionopsyche admirabile
Chionopsyche admirabile is een vlinder uit de familie van de spinners (Lasiocampidae). De wetenschappelijke naam is gepubliceerd in 2010 door Zolotuhin.
De soort komt voor in tropisch Afrika.